# Bojonegoro (huyện)
Bojonegoro là một huyện (kabupaten) thuộc tỉnh Đông Java, Indonesia. Huyện có cự ly khoảng 110 km về phía tây của Surabaya. Bojonegoro là nằm ở phần nội địa của đồng bằng Java phía Bắc, bên bờ sông Solo, con sông lớn nhất tại Java. Trước đây được biết đến như một nhà sản xuất chính gỗ tếch và thuốc lá, Bojonegoro là một trọng tâm của sự chú ý ở Indonesia là một mỏ dầu mới đã được tìm thấy ở khu vực này. Đây là trữ lượng dầu được  phát hiện dầu lớn nhất ở Indonesia trong ba thập kỷ và là một trong những khu vực có trữ lượng lớn nhất ở Indonesia
Huyện lỵ đóng ở. Huyện có diện tích 934 km2, sân số theo điều tra năm 2000 là 1.156.652 người.

## Các đơn vị hành chính
Huyện gồm có phó huyện hành chính (kecamatan) sau: